# دوري اسطنبول لكرة القدم 1914–15
دوري اسطنبول لكرة القدم 1914–15 هو موسم من دوري اسطنبول لكرة القدم ‏. فاز فيه نادي فنربخشة.